# Маттерн, Дэвид
Дэвид Эрл Маттерн (англ. David Earl Mattern; 1890, Колфакс, штат Айова — 14 апреля 1959, Анн-Арбор) — американский дирижёр и музыкальный педагог.
Окончил школу в Ньютоне, затем получил музыкальное образование как скрипач, в 1917-1924 гг. вёл летние курсы игры на скрипке в различных учебных заведениях Пенсильвании. С 1926 г. работал инспектором музыкального образования в средних школах в Гранд-Рапидс, одновременно дирижировал мужским хором, который назывался Шубертовский клуб (англ. Schubert Club). В 1928—1934 гг. возглавлял Симфонический оркестр Каламазу. Одновременно в 1929 году занял должность профессора музыкальной педагогики в Мичиганском университете и преподавал до конца жизни, до 1931 года также руководил университетским оркестром. Затем в 1931—1947 гг. главный дирижёр Мужского певческого общества (англ. Men’s Glee Club) Мичиганского университета — второго по старшинству университетского хора США. С 1948 г. и до конца жизни возглавлял Детройтский дополнительный оркестр (англ. Detroit Extension Orchestra) — любительский коллектив, работавший в рамках программы дополнительного образования Мичиганского университета.